# NGC 2755
NGC 2755 ist eine spiralförmige Radiogalaxie vom Hubble-Typ Sb im Sternbild Luchs am Nordsternhimmel. Sie ist schätzungsweise 337 Millionen Lichtjahre von der Milchstraße entfernt und hat einen Durchmesser von etwa 120.000 Lichtjahren.
Die Typ-II-Supernova SN 2012ai wurde hier beobachtet.
Das Objekt wurde am 18. März 1787 von dem Astronomen William Herschel entdeckt.